# Mališan (tàu ngầm Nam Tư)
Mališan (số hiệu: P-901) là một tàu ngầm cỡ nhỏ lớp CB của Hải quân Cộng hòa Xã hội Ý trong Thế chiến II và của Hải quân Nam Tư (tiếng Serbia-Croatia: Jugoslavenska ratna mornarica) từ năm 1953 đến 1957. Tàu được đặt lườn vào năm 1943 tại nhà máy Caproni ở Milano dưới tên CB-20, được chế tạo nhằm mục đích bảo vệ hải cảng và tác chiến chống ngầm. Cho đến khi Vương quốc Ý ký kết Hiệp định đình chiến Cassibile vào tháng 9 năm 1943, quá trình khởi đóng con tàu vẫn chưa được hoàn thiện.
Mališan được trang bị hai ống phóng ngư lôi cỡ 450 mm (17,7 inch), bố trí ở hai bên rìa thân tàu. Khi hoàn tất quá trình chế tạo, con tàu nằm dưới quyền kiểm soát của Cộng hòa Xã hội Ý – một chính phủ bù nhìn do Đức Quốc Xã dựng lên, tồn tại từ năm 1943 đến 1945. Vào giai đoạn cuối cuộc chiến, nó bị quân đội Nam Tư bắt giữ tại Pola và được đưa vào biên chế hạm đội, phục vụ công tác huấn luyện thủy thủ về hải quân tác chiến. Năm 1959, sau một thời gian hoạt động, con tàu được trao tặng cho bảo tàng Nikola Tesla Technical Museum ở Zagreb như một hiện vật lịch sử.
Trước khi trải qua một đợt sửa chữa lớn vào năm 2008, con tàu đã được trưng bày tại bảo tàng trong gần 50 năm. Công tác phục chế được thực hiện dưới sự phối hợp giữa bảo tàng, Viện Hàng hải, Đại học Zagreb và một số nhà thầu tư nhân. Sau đợt trùng tu, chiếc tàu ngầm được đưa trở lại khu vực trưng bày vào tháng 4 năm 2010. Tuy nhiên, quyết định phục dựng lại con tàu theo màu sơn và tên gốc Ý đã gặp phải một số lời chỉ trích.

## Thiết kế và chế tạo
Hải quân Hoàng gia Ý đã chế tạo nhiều lớp tàu ngầm cỡ nhỏ nhằm phòng thủ bến cảng và tác chiến chống ngầm. Mališan là một tàu ngầm cỡ nhỏ thuộc lớp CB. Nó có thân ngắn và thấp, với hai đáy đôi – không chịu trọng tải – nằm dọc trên 2⁄3 thân tàu. Phần thân chính giúp chịu áp lực nước khi con tàu đi ngầm chứa một phòng điều khiển ở phía trước và khoang động cơ ở phía sau. Phần thân ngoài nhẹ là lớp vỏ bao bọc tàu, gồm "cột buồm cao nhô lên khỏi lớp vỏ" chứa tháp chỉ huy bên trong; một kính tiềm vọng và hai cửa sập để đi vào tàu (cửa nằm phía trước và sau tháp chỉ huy). Con tàu được trang bị tổng cộng bảy bể dằn nhưng chỉ có hai bể giúp chịu trọng tải; số còn lại được dùng để điều chỉnh sự nổi hoặc lặn xuống của tàu. Bên trong phần thân chính, giữa phòng điều khiển và khoang đông cơ được chia ra bằng một vách ngăn không kín nước, với mục đích ban đầu là giúp giảm tiếng ồn từ động cơ tàu. Ở phần thân ngoài, khu vực từ phía sau tháp chỉ huy được thiết kế với cấu trúc hẹp dần về phía đuôi. Mališan có một sống đáy phía dưới, giúp con tàu dễ dàng được vận chuyển trên đường bộ và đường sắt. Nó cũng được thiết kế với phần sống đáy nằm rìa ở hai bên, giúp con tàu giữ ổn định dưới đáy biển trước khi tấn công địch. Theo nhà sử học hải quân Zvonimir Freivogel, vỏ của tàu được làm từ một loại thép có chất lượng kém và dễ bị gỉ sét. Ngoài ra, bánh lái và các tấm lái nằm ngang đuôi tàu là loại bán cân bằng.
Mališan do công ty Caproni tại Milano chế tạo. Tàu được đặt lườn vào năm 1943 dưới tên CB-20, dự kiến được biên chế cho Hải quân Hoàng gia Ý khi hoàn tất công đoạn chế tạo. Về thông số kỹ – chiến thuật, Mališan có chiều dài 15 m (49 ft 3 in), trục ngang rộng 3 mét (9 ft 10 in) và mớn nước 2,05–3 m (6 ft 9 in–9 ft 10 in); tàu có trọng lượng choán nước tiêu chuẩn 35,4 t (34,8 tấn Anh) khi nổi, và 45 tấn (44 tấn Anh) khi lặn; độ lặn sâu tối đa 55 m (180 ft 5 in). Con tàu được trang bị tối đa hai ống phóng ngư lôi cỡ 450 milimét (17,7 in) nằm ngoài rìa hai bên mạn. Với thiết kế thô sơ, việc nạp ngư lôi chỉ có thể thực hiện khi tàu đi nổi, và phải tháo dỡ các bộ phận xi lanh phía sau ống để có thể nạp ống đạn mới. Theo nhà sử học Freivogel, Mališan có thể sử dụng linh hoạt giữa hai loại vũ khí thủy lôi và ngư lôi. Tại boong trước, tàu được lắp thêm một súng máy trên giá đỡ. Ngay dưới mũi tàu, nó được trang bị hệ thống sonar cỡ nhỏ. Vào giai đoạn tác chiến, Mališan hoạt động cùng với 4 thủy thủ đoàn; tuy nhiên, lực lượng chỉ còn lại 2 người trong thời bình.
Dù trước đây, những chiếc tàu lớp CB cùng loại được trang bị động cơ điện Brown & Boveri mạnh mẽ, với công suất 100 mã lực phanh (75 kW). Mališan được vận hành bởi hai động cơ được gắn trên một trục chân vịt duy nhất: động cơ diesel Isotta Fraschini D 80 tạo ra công sức tổng cộng 88,4 bhp (65,9 kW) ở tốc độ quay 1.850 vòng/phút; và động cơ điện Marelli Motore Corrente Contina MG 754 S tạo ra công suất 60 bhp (45 kW) ở tốc độ quay 1.650 vòng/phút. Tàu có động cơ điện được cấp nguồn từ 308 ắc quy đặt dưới phòng điều khiển, và những ắc quy này được sạc khi tàu vận hành động cơ diesel đi trên mặt nước. Mališan có tốc độ tối đa 7,5 hải lý trên giờ (13,9 km/h; 8,6 mph) khi đi nổi, và 6 kn (11 km/h; 6,9 mph) khi đi lặn. Khi tàu nổi, tầm hoạt động tối đa đạt 450 hải lý (830 km; 520 mi) và cán mốc 1.400 hải lý (2.600 km; 1.600 mi) ở tốc độ đường trường 5 kn (9,3 km/h; 5,8 mph). Khi tàu lặn, tầm hoạt động 60 nmi (110 km; 69 mi) ở tốc độ 3 kn (5,6 km/h; 3,5 mph). Vào giai đoạn thuộc biên chế của Ý, Mališan được trang bị thêm một chiếc giường nằm dành cho thủy thủ bên trong, và thời gian hoạt động độc lập trên biển dự kiến là 2 ngày đêm. Lớp CB của nó có tốc độ tối đa khi lặn tương đương với tàu ngầm lớp X của Anh cùng thời kỳ.

## Lịch sử phục vụ
Vào giữa năm 1942, những chiếc tàu lớp CB đầu tiên đi đến Biển Đen đã đạt được một số thành tựu nhất định trong các cuộc tấn công chống lại tàu ngầm của Hạm đội Liên Xô. Khi Vương quốc Ý đầu hàng trước phe Đồng minh vào ngày 3 tháng 9 năm 1943, lực lượng Đức đã thu giữ CB-20 khi con tàu chỉ mới hoàn thành khoảng 60% tổng tiến độ lắp ráp và chế tạo. Tháng 3 năm 1944, nó được hãng Caproni đóng hoàn tất tại Milano với mục đích phục vụ cho việc trinh sát bờ biển. Khi hoàn thiện, CB-20 được bàn giao cho lực lượng hải quân thuộc Cộng hòa Xã hội Ý (RSI) – một chính quyền bù nhìn do Đức lập nên ở Thế chiến II, tồn tại ở miền Bắc nước Ý dưới sự lãnh đạo của Benito Mussolini. Con tàu được phân vào Đội Tàu Ngầm số 1 Comandante Lombardo thuộc đơn vị Decima Flottiglia MAS, một đội tàu làm nhiệm vụ trinh sát và đưa quân "biệt kích" để phá hoại các vùng căn cứ của địch. Trong khoảng thời gian từ tháng 9 đến tháng 10 năm 1944, CB-20 được điều động đến căn cứ hải quân tại Pola để rồi bị Quân đội Nam Tư (trước đây là lực lượng Du kích Nam Tư) chiếm giữ vào ngày 2 tháng 5 năm 1945. Khi quân đội Nam Tư đánh chiếm Pola, thủy thủ đoàn của CB-20 đã cố gắng trốn thoát, nhưng do con tàu bị hư hại vì trúng mìn từ tính của Đức ở cửa vào cảng, khiến họ buộc phải đưa con tàu quay trở lại Pola. Dù đã đầu hàng trước đó; song thủy thủ của CB-20 cùng với các thành viên trong đơn vị Decima Flottiglia MAS đều bị quân Nam Tư sát hại.
Cái tên CB-20 được Hải quân Nam Tư đổi thành Mališan – nghĩa là nipper hay little boy trong tiếng Anh – và mang số hiệu P-901. Tàu được chuyển đến xưởng đóng tàu Uljanik tại Pula (trước đây là Pola) để sửa chữa, và các trang thiết bị từ các tàu lớp CB khác đang neo đậu vĩnh viễn được sử dụng để "tái trang bị" cho Mališan. Các kỹ thuật viên của Nam Tư đã thay đổi diện mạo cho con tàu bằng cách tháo dỡ phần lan can trên nóc, và trang bị một khẩu súng máy cỡ 7,92 milimét (0,31 in) lưu trữ trong khoang, có thể lấy ra để lắp vào phía trước tàu khi cần thiết. Trong thời gian Mališan neo đậu tại xưởng sửa chữa, các kỹ sư tại đây đã vẽ bản thiết kế của tàu, có thể dùng để chế tạo thêm các tàu ngầm cỡ nhỏ khác cho Hải quân Nam Tư. Tuy nhiên, lớp Una do Nam Tư chế tạo vào những thập niên 1980 hoàn toàn không mang đặc điểm nào của lớp CB.
Mališan chính thức được biên chế cho Hải quân Nam Tư vào năm 1953 ở Pula. Tại đây, nó được sử dụng để huấn luyện các thủy thủ tàu ngầm mới. Con tàu cũng được đưa ra để phục vụ việc đào tạo các thành viên của nhóm tuần tra trong tác chiến chống ngầm ở ngoài khu vực đê chắn sóng tại cảng Pula cho đến kênh Fažana, vùng đất nằm giữa bờ biển phía tây của Istria và quần đảo Brijuni. Do kích thước nhỏ và khó phát hiện, Mališan phải thả bong bóng khí khi muốn báo hiệu vị trí cho các tàu tuần tra khác. Thỉnh thoảng, các sĩ quan cấp cao của hải quân và lục quân Nam Tư cũng được đưa lên Mališan để họ làm quen với không gian bên trong tàu. Mališan từng mang theo một bức thư chúc mừng sinh nhật gửi tới Tổng thống Nam Tư Josip Broz Tito qua vịnh Pula, trong khuôn khổ sự kiện thường niên mang tên Tiếp sức Thanh niên (Relay of Youth) nhằm củng cố sự sùng bái cá nhân đối với nhà lãnh đạo. Con tàu cũng từng thực hiện một chuyến hải hành dài qua các thành phố ven biển Nam Tư như Pula, Rijeka và Zadar. Do việc bảo dưỡng liên tục gặp phải nhiều trở ngại, con tàu đã bị loại khỏi biên chế hải quân vào ngày 30 tháng 9 năm 1957.

## Số phận

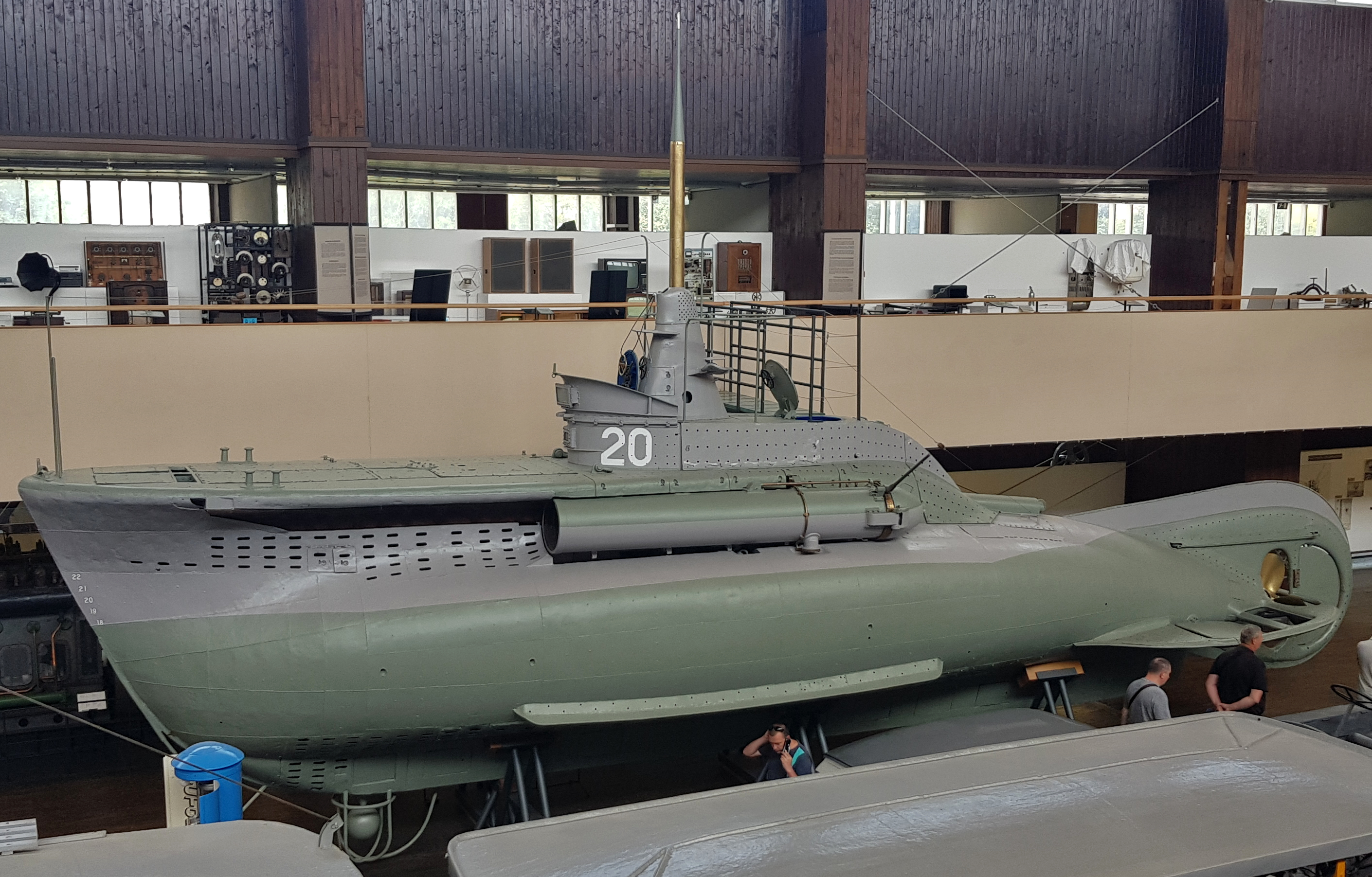
Mališan (khi đó với tên gọi nguyên bản CB-20) được trưng bày tại Technical Museum sau khi hoàn tất quá trình phục dựng, ảnh chụp 2022

Mališan được tặng cho bảo tàng Nikola Tesla Technical Museum tại Zagreb vào ngày 3 tháng 10 năm 1959. Phần tháp chỉ huy của nó được tháo dỡ để tiện cho việc chuyên chở trên đường sắt. Trong chặng đường cuối cùng, người ta đã dùng xe chở tăng để vận chuyển nó tới Zagreb. Mališan có một tàu chị em là CB-26, từng bị đánh chìm vào cuối Thế chiến II và sau đó được lưu giữ ở bảo tàng Henriquez Collection of War Material tại Trieste. Trong giai đoạn 1987–1995, một nhà máy thuộc sở hữu của cựu chỉ huy CB-21 đã cho phục dựng lại con tàu này. Theo nguồn tin của Technical Museum báo cáo năm 2021, CB-26 chưa được phục hồi theo phiên bản tốt nhất và quá trình phục chế con tàu theo cách không phù hợp. Vào năm 2023, nhà báo người Croatia, Boris Švel đã đưa tin rằng các trang thiết bị của CB-26 đều bị xuống cấp trầm trọng. Hiện tại, CB-26 nằm trong bộ sưu tập của bảo tàng Diego de Henriquez War Museum for Peace tại Trieste.
Technical Museum quyết định khôi phục và sửa chữa Mališan vào năm 2007, khi dấu hiệu hư hỏng bắt đầu lộ ra trên bề mặt con tàu. Công việc phục chế bắt đầu vào năm 2008, trong đó, tập trung vào phần nội thất của tàu và tháo dỡ các chi tiết có thể tách rời ở khu vực tháp chỉ huy và khoang động cơ. Các nhân viên phục chế tại xưởng đã cho ghi chép lại tình trạng của các bộ phận trước khi tháo ra và sau khi lắp. Họ cũng sử dụng một cần cẩu riêng để nâng các thiết bị nặng hơn 100 kilôgam (220 lb) như máy nén khí và động cơ điện ra khỏi tàu. Các phần ngoại thất như ống phóng ngư lôi, đuôi tàu và trục chân vịt được tháo ra và sửa chữa từ năm 2009. Con tàu được đặt trên một giá đỡ cao 80 cm (31 in) để khách tham quan có thể dễ dàng tiếp cận. Theo lẽ này, du khách có thể trèo xuống bên trong tàu ngầm thông qua một cửa sập như cách ban đầu. Toàn thể việc phục dựng con tàu được tiến hành giữa sự hợp tác của Technical Museum, Viện Hàng hải, Khoa Cơ Khí Chế Tạo Máy và Kỹ thuật tàu thủy của Đại học Zagreb; các công ty Baština d.o.o. và EPO-Oroslavje dưới sự giám sát của Zoran Kirchhoffer, chuyên gia phục chế cao cấp của Technical Museum. Sau khi phục chế, con tàu mang kiểu sơn và tên theo nguyên bản gốc Ý; thay vì diện mạo và số hiệu của nó trong thời gian phục tại Hải quân Nam Tư. Con tàu được phục dựng hoàn tất và trưng bày công khai vào ngày 8 tháng 4 năm 2010.
Trước đó, bảo tàng Technical Museum đã tuyên bố một cách không chính thức rằng diện mạo kiểu Ý của con tàu có "ý nghĩa lịch sử cao hơn" và "tên cùng cờ hiệu gốc Ý của nó được ghi chép rõ ràng và đáng tin cậy hơn". Tuy nhiên, Boris Švel sau khi trở về từ chuyến tham quan triển lãm vào năm 2013 đã bày tỏ rằng giải thích của bảo tàng về việc giữ lại diện mạo Ý cho con tàu là chưa hợp lý. Theo cách hiểu này, Ý có hơn hai mươi chiếc tàu ngầm cùng loại đang phục vụ; trong khi Nam Tư thì chỉ có một chiếc duy nhất. Nhà báo Švel cũng chất vấn bảo tàng bằng cách đặt câu hỏi tại sao cho rằng Mališan cùng cờ hiệu gốc Ý của nó lại được ghi nhận rõ ràng và đáng tin cậy hơn so với khi con tàu phục vụ trong Hải quân Nam Tư. Đồng thời, nhà báo Švel đưa ra đề nghị rằng, bảng mô tả con tàu tại bảo tàng nên được cập nhật nhiều thông tin chi tiết hơn về thời kỳ nó thuộc biên chế của Hải quân Nam Tư.